# معاملة المثليين في ألمانيا
تطورت حقوق المثليين والمثليات ومزدوجي الميول الجنسية والمتحولين جنسياً (اختصاراً: LGBT) في ألمانيا بوتيرة كبيرة خلال العقود الأخيرة. تسامح المجتمع عموماً في العاصمة برلين خلال عشرينيات وثلاثينيات القرن العشرين مع المثليين فافتُتِحت حينها الكثير من الحانات والنوادي المخصصة للرجال المثليين. ولكن كان النشاط الجنسي من نفس الجنس غير قانوني بموجب نص الفقرة 175 التي أقرتها الإمبراطورية الألمانية عام 1871. وجرى خلال حقبة ألمانيا النازية توسيع هذه القوانين المضطهدة للمثليين خلال الحرب العالمية الثانية، وهو ما أسفر عن مقتل الآلاف من المواطنين المثليين نتيجة أعمال الاضطهاد والعنف. أُلغيت الإضافات التي وضعها النازيون على القوانين عام 1950، وأُلغي تجريم النشاط الجنسي بين الرجال في كل من ألمانيا الشرقية عام 1968 وألمانيا الغربية عام 1969. وتحققت المساواة في السن القانوني للنشاط الجنسي في ألمانيا الموحدة عام 1994.
أصبح زواج المثليين قانونياً في البلاد منذ 1 أكتوبر عام 2017، بعدما صوَّت البوندستاغ (البرلمان الاتحادي) بغالبية أعضاءه يوم 30 يونيو عام 2017 على تشريعٍ يكفل للشركاء المثليين كامل حقوق التبني أيضا. وكانت الشراكات المسجلة قبل ذلك متاحةً للشركاء المثليين منذ إقرارها عام 2001. ضمِنت هذه الشراكات معظم ولكن ليس كامل الحقوق القانونية المتاحة للأزواج المغايرين جنسياً وتوقف العمل بها بعد دخول قانون زواج المثليين حيز التنفيذ. أصبح تبني الشريك المثلي للأطفال البيولوجيين للشريك الآخر قانويناً عام 2005، وقد جرى تعديل القانون عام 2013 ليسمح أيضاً بتبني أحد الشريكين للطفل الذي تم تبنيه مسبقا من قبل الشريك الآخر.
تختلف قوانين الحماية من التمييز على أساس التوجه الجنسي والهوية الجندرية في ألمانيا باختلاف الولاية، ولكن يحظر القانون التمييز في التوظيف وتوفير السلع والخدمات على المستوى الوطني. يكفل القانون الألماني حق المتحولين جنسياً بتغيير جنسهم القانوني منذ عام 1980. اشترط القانون في بادئ الأمر على المتحولين جنسياً إجراء تغيير جراحي لأعضائهم التناسلية لكي يتم تعديل وثائق الهوية الأساسية. ولكن بُتَّ بعدم دستورية هذا الشرط.
على الرغم من أن اثنين من الأحزاب السياسية الرئيسية الثلاثة في الحكومة الألمانية محافظة اجتماعيًا فيما يتعلق بقضايا حقوق المثليين، يُنظر إلى ألمانيا على أنها من أكثر الدول الصديقة للمثليين جنسيا في العالم. أشارت استطلاعات الرأي الأخيرة إلى أن أغلبية كبيرة من الألمان تدعم زواج المثليين. أشار استطلاع آخر في عام 2013 إلى أن 87% من الألمان يعتقدون أنه يجب قبول المثلية الجنسية من قبل المجتمع، وهي ثاني أعلى نسبة في العالم (من بين 39 دولة فقط تم استطلاع الآراء فيها) بعد إسبانيا (88%).
تشير المجلات والصحف إلى برلين باعتبارها أحد أكثر المدن الصديقة للمثليين في العالم. يعد كل من عمدة برلين السابق كلاوس فوفيرايت  وعمدة هامبورغ السابق أولي فون بويست، ووزير الصحة الاتحادي ينس شبان، ووزير الخارجية السابق الراحل غيدو فيسترفيله من بين أبرز الشخصيات المثلية علناً في البلاد، بالإضافة إلى وزيرة البيئة الاتحادية السابقة باربرا هندريكس والكوميديين هابي كيركيلينغ، وهيلا فون سينن ولوتز فان دير هورست. تعتبر أكاديمية فالدشليسشن مركز مؤتمرات خاصاً بتعليم البالغين بالقرب من غوتنغن، ويعود تاريخ تأسيسها إلى عام 1981 حيث تطورت لتغدو مركزاً وطنياً لتواصل المعلمين والمحامين ورجال الدين والآباء من مجموعات المثليين والمثليات ومزدوجي التوجه الجنسي والمتحولين جنسياً في الجامعات الألمانية، ويعمل العديد منهم بالتعاون مع جمعيات «ترانسأكتيف» (بالألمانية: TransAktiv) و«إنترسكسيال مينشن إي في» (بالألمانية: Intersexuelle Menschen eV).

## تاريخ قانونية النشاط الجنسي المثلي

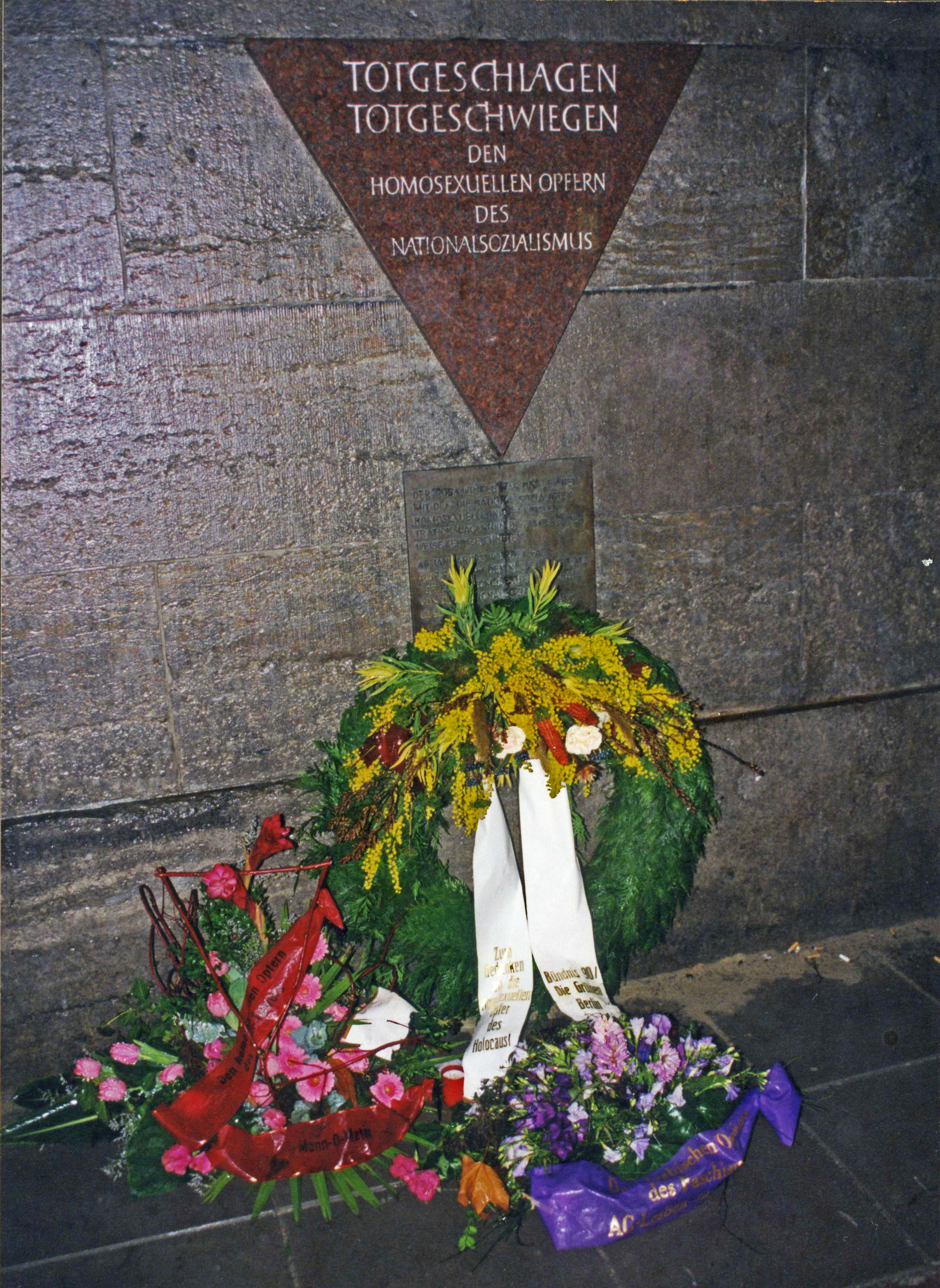
نصب تذكاري في العاصمة برلين تخليداً لذكرى الضحايا المثليين الذين لقوا حتفهم على يد النظام النازي

كانت عقوبة المثلية الجنسية في عصر الإمبراطورية الرومانية المقدسة منذ عام 1532 حتى سقوطها هي الموت، وهي ذات العقوبة التي طُبِقت في بروسيا من عام 1620 حتى 1794. جرى تخفيف العقوبات في معظم أجزاء ألمانيا خارج بروسيا نتيجة التأثير الذي تركه القانون النابليوني خلال أوائل القرن التاسع عشر. ولكن، جرمت الفقرة 175 من قانون العقوبات الجديد النشاط الجنسي المثلي في السنة التي تأسست خلالها الإمبراطورية الألمانية الاتحادية عام 1871. وازدادت حدة القانون خلال فترة حكم النظام النازي، وتضاعف عدد الإدانات الجنائية من عامل عشرة ليصل إلى حوالي 8,000 إدانة سنوياً. وكانت هذه العقوبات شديدة وسُج ما يترواح من 5,000 إلى 15,000 شخص في معسكرات الاعتقال النازية ولقي معظمهم حتفهم فيها.
أُلغيت الإضافات التي وضعها النازيون على القوانين في ألمانيا الشرقية عام 1950، ولكن ظلت العلاقات الجنسية بين الرجال مجرمة قانونياً حتى عام 1968. أما ألمانيا الغربية فأبقت على النسخة الأكثر قمعيّة من القانون وألغت تجريم النشاط الجنسي بين الذكور بعد سنة واحدة من ألمانيا الشرقية عام 1969. وتحققت المساواة في السن القانوني للنشاط الجنسي في ألمانيا الشرقية بعد الحكم الذي أصدرته إحدى المحاكم عام 1987، وتبعتها ألمانيا الغربية عام 1989، ليصبح السن القانوني للنشاط الجنسي المغاير والمثلي على حدٍ سواء حاليا عند الرابعة عشر بصورة عامة، وفي بعض الحالات عند السادسة عشر أو الثامنة عشر من العمر.

### ألمانيا الشرقية (1949–1990)
كانت ألمانيا الشرقية قد ورثت الفقرة 175. قام الناشط وعالم النفس رودولف كليمر بحملات لإلغاء القانون حيث سار على خطى الطبيب وعالم الجنس ومؤسس اللجنة الإنسانية العلمية ماغنوس هيرشفلد، ولكن لم تثمر جهود كليمر عن شيء. ولكن نجح عمله ونشاطه في منع أية محاكمات وتوقيفات بسبب المثلية الجنسية بعد عام 1957.
أقام النظام الألماني الشرقي الشيوعي برنامجاً لما زعُم أنه «إصلاح أخلاقي» بهدف بناء أساس متين للجمهورية الاشتراكية الجديدة، وجرى ذلك خلال السنوات الخمس التي أعقبت انتفاضة عام 1953. وحاول النظام الشيوعي تطبيق قيم معينة تمحورت حول فرض الأسرة التقليدية والنظام الأبوي الذكوري على جميع أفراد المجتمع، واعتبر المثلية الجنسية من المخالفات والمنكرات بحق «الأعراف السليمة للشعب الكادح»، وتعرض المثليون للاضطهاد بموجب ما نصت عليه الفقرة 175. كما اعتبر النظام النشاط الجنسي من نفس الجنس أحد «بقايا الانحطاط البرجوازي وعلامة على الضعف الأخلاقي وتهديداً على الصحة الاجتماعية والسياسية للأمة».
توقف تطبيق الفقرة 175 في ألمانيا الشرقية عام 1957 ولكن ظل حبراً على ورق حتى 1968. وألغى تجريم المثلية الجنسية رسمياً في ألمانيا الشرقية عام 1968.
تذكر المؤرخة هايدي مايننغ سعي المثليات والمثليين في ألمانيا الشرقية إلى التعاون وتنظيم صفوفهم باعتبارهم إحدى الأقليات الاجتماعية. ووصفت إحباط الحكومة الشيوعية وحزب الوحدة الاشتراكي لجميع الجهود والمحاولات المبذولة باستخدام القمع الممنهج، وقالت:
«تم اللجوء إلى قوات الشرطة في عدة وقائع بغية منع إقامة أي فعاليات عامة للمثليين والمثليات. وحالت الرقابة الحكومية المركزية المفروضة دون تمثيل المثلية الجنسية في الإعلام المسموع والمقروء والإلكتروني بالإضافة إلى منع استيراد أي مواد مشابهة.»
قدمت الكنيسة البروتستانتية دعماً أكبر في وجه اضطهاد النظام الشيوعي وسمحت بأماكن خاصة للتجمع وطباعة المنشورات.
افتتحت حكومة ألمانيا الشرقية نادي ليلي للرقص خاص بالمثليين في برلين تعود ملكيته للدولة، وذلك قبيل انهيار الستار الحديدي بفترة وجيزة من الزمن خلال أواخر العقد الثامن من القرن العشرين. أعلنت المحكمة العليا لألمانيا الشرقية يوم 11 أغسطس عام 1987 عن كون «تمثيل المثلية الجنسية لأحد أنواع السلوك الجنسي مثلما هي المغايرة الجنسية. ولا يقف الأفراد المثليون بالتالي خارج المجتمع الاشتراكي والحقوق المدنية مكفولة تماماً لهم مثل جميع المواطنين الآخرين.»
كلَّف متحف الصحة الألماني في درسدن استوديو أفلام «ديفا» التابع للدولة لتصوير الفيلم الوثائقي الحب الآخر (Die Dieereere Liebe) عام 1988. كان الفيلم الأول للاستوديو حول المثلية الجنسية وكان الهدف منه هو نقل الموافقة الرسمية للدولة. ومجدداً كلَّف متحف النظافة الألماني نفس الأستوديو بعمل الفيلم الوثائقي الوحيد حول فيروس نقص المناعة البشرية/الإيدز في ألمانيا الشرقية، الحب من دون خوف (Liebe ohne Angs) عام 1989. لم يركز الفيلم على المثلية الجنسية تركيزاً مباشراً، إلَّا أنهُ أشار إلى أن الإيدز ليس «مرضا مثليا».
صدر فيلم ألماني حمل عنوان «الطلوع للخارج» عام 1989 من إخراج هاينر كارو، تدور أحداثه حول رجل ألماني شرقي يقبل هويته كشخص مثلي خلال الليلة التي سقط فيها جدار برلين. وتم تصوير جزء كبير منه في حانات المثليين في برلين الشرقية. وكان هذا الفيلم الوحيد الذي ناقش حقوق المثليين في تاريخ ألمانيا الشرقية. وقد نال الفيلم عدد من الجوائز بما في ذلك جائزة الدب الفضي وجائزة تيدي في الدورة الأربعين لمهرجان برلين السينمائي الدولي، وجوائز عدة في مهرجان ألمانيا الشرقية السينمائي الوطني.
يعد يورغن ليمكه أحد أبرز الناشطين المدافين عن حقوق المثليين في ألمانيا الشرقية، وتحدث ليمكه عن عدم وجود تنسيق بين مجتمع المثليين في الشرق على عكس ألمانيا الغربية. وله كتاب حول الموضوع بعنوان «أصوات مثلية من ألمانيا الشرقية» (بالإنجليزية: Gay Voices from East Germany)، ونُشِرت ترجمة إنجليزية للكتاب عام 1991. زَعُمَ ليمكه أن مجتمع المثليين كان أكثر توحداً وتنظيماً في ألمانيا الشرقية من ألمانيا الغربية.

### ألمانيا الغربية (1949–1990)
ورثت ألمانيا الغربية الفقرة 175 والتي بقيت في القوانين حتى عام 1969. وكان تأثير الكنائس في ألمانيا الغربية قوياً على العكس من ألمانيا الشرقية. وعارضت الكنيسة الرومانية الكاثوليكية والبروتستانت من الأصوليين والمتدينين بشدة أي محالة لإقرار والاعتراف بحقوق المثليين في البلاد.
كان الاتحاد الديمقراطي المسيحي وهو القوة السياسية المهيمنة في ألمانيا الغربية ما بعد الحرب العالمية الثانية يتجاهل أو يبدي معارضته لمعظم القضايا المرتبطة بحقوق المثليين نتيجة التأثيرات القوية للمحافظين دينياً واجتماعياً. بينما مال حلفائهم السياسيون في الحزب الديمقراطي الحر نحو الإيمان العميق بقيم الحريات المدنية الفردية، بيد أنهم كانوا من الأحزاب الصغيرة نسبياً مما منعهم من إبعاد تأثير العناصر الأكثر محافظة اجتماعياً في حزب الاتحاد الديمقراطي المسيحي.
اقتصر دعم حقوق المثليين عموماً في ألمانيا خلال حقبة الحرب الباردة على الحزب الديمقراطي الحر والحزب الديمقراطي الاجتماعي وأنضم حزب الخضر إلى صفوف المناصرين خلال أواخر ثمانينيات القرن العشرين. ولم تشهد البلاد أي إنجازات تذكر في المساواة بالحقوق على المستوى الوطني إلَّا حتى نهاية الحرب الباردة وفي أعقاب النجاح الانتخابي الذي حققه الحزب الديمقراطي الاجتماعي. فلم يتغير على سبيل المثال القانون الذي ميَّز بحق المثليين والمثليات ومزدوجي التوجه الجنسي في الجيش الألماني إلَّا بحلول عام 1990.
وكان مسلسل شارع الزيزفون (بالألمانية: Lindenstraße) أول مسلسل يظهر أول قبلة مثلية على التلفاز في ألمانيا. وتبعه كثير من العروض والمسلسلات التلفازية. ولكن برز حضور والتمثيل الإعلامي للأقليات الجنسية بروزاً قوياً عبد افتتاح القنوات الخاصة بدءاً من عام 1984. وكان تلفزيون آر تي إل من القنوات الصديقة للمثليين وأعلن كثير من نجوم التلفاز والغناء منذ حينها عن توجههم الجنسي للعلن بالتوازي مع ازدياد انفتاح وتقبل المجتمع الألماني.

### إلغاء أحكام الإدانة

خريطة ألمانيا مع علم فخر المثليين

قررت الحكومة الألمانية عام 2002 إسقاط أحكام الإدانة الصادرة بحق المثليين خلال الحقبة النازية.
أعلن وزير العدل هايكو ماس في شهر مايو من عام 2016 عن إسقاط جميع الإدانات الصادرة بتهمة النشاط الجنسي المثلي بعد الحرب العالمية الثانية واعتبارها لاغية. وقال الوزير ماس في تصريحٍ صدر عنه:
أعلنت الحكومة الألمانية في أكتوبر 2016 عن مشروع قانون جديد للعفو عن حوالي 50,000 رجل تعرضوا للمحاكمات والاضطهاد بسبب توجهاتهم الجنسية. ووافق مجلس الوزراء على مشروع القانون بتاريخ 22 مارس عام 2017. كما نص مشروع القانون على دفع تعويضات قدرها 3000 يورو عن كل إدانة مع مبلغ 1500 يورو عن كل عام قضاه الرجال الذين أدينوا في السجن. وصوت البوندستاغ (البرلمان الألماني) بالإجماع التام لصالح إقرار القانون وتنفيذ المخطط الموضوع لإعادة تأهيل الرجال المدانين من المثليين ومزدوجي التوجه الجنسي. وحصل مشروع القانون على موافقة البوندسرات ووقع عليه رئيس الجمهورية الاتحادية بتاريخ 17 يوليو عام 2017.

## الاعتراف القانوني بالعلاقات المثلية
تم الاعتراف بالشركاء المثليين في ألمانيا منذ عام 2001. وفي تلك السنة، تم تقنين شراكات الحياة المسجلة (وهي شكل من أشكال الاتحاد المدني)، حيث أعطت حقوقا والتزامات للشركاء المغايرين في مجالات عدة مثل الميراث والنفقة والتأمين الصحي، الهجرة، المستشفى وزيارة السجن، وتغيير الاسم. بعد ذلك، حكمت المحكمة الدستورية الألمانية مرارًا وتكرارًا لصالح الأزواج المثليين في الشراكات المسجلة، مما تطلب من البوندستاغ إجراء تغييرات تدريجية على قانون شراكة الحياة المسجلة. في إحدى الحالات، حكمت محكمة العدل الأوروبية بأن رفض معاش الأرملة إلى الشريك المثلي للشريك المتوفى هو تمييز مباشر إذا كانت الشراكة المسجلة مشابهة للزواج (انظر الاعتراف القانوني بالعلاقات المثلية في الاتحاد الأوروبي).
عمِل ائتلاف الاتحاد الديمقراطي المسيحي/الاتحاد الاجتماعي المسيحي وهو أكبر حزب برلماني والحزب المسيطر في الائتلافات الحكومية منذ عام 2005، مراراً على سد محاولات الاعتراف بحق المثليين بالزواج، رغم الدعم الذي لاقاه التشريع من قبل أغلبية الأحزاب السياسية في البوندستاغ. قام الحزب الأصغر في الائتلاف ألا وهو الحزب الديمقراطي الاجتماعي في يوم الجلسة الأخيرة من عمل البوندستاغ قبل بدأ العطلة الصيفية البرلمانية لعام 2017، بتقديم مشروع قانون لتشريع زواج المثليين وتبنيهم للأطفال الذي سبق أن وافق على البوندسرات في سبتمبر 2015. قامت المستشارة الألمانية أنجيلا ميركل بتغيير موقفها من القضية من خلال السماح لأعضاء الاتحاد الديمقراطي المسيحي/الاتحاد الاجتماعي المسيحي بتتبع ضميرهم الشخصي بدلاً من رؤية واستراتيجية الحزب، وهو الأمر الذي مكَّن أعضاء معتدلين من الحزب لطالما كانوا يؤيدون زواج المثليين التصويت لصالح مشروع القرار. في 30 حزيران عام 2017، صوت الحزب الديمقراطي الاجتماعي الألماني، الحزب اليساري الألماني وحزب الخضر الألماني وكذلك 75 من الاعضاء المعتدلين في ائتلاف الاتحاد الديمقراطي المسيحي / الاتحاد الاجتماعي المسيحي كأغلبية في البرلمان لصالح مشروع القانون في تصويت 393 صوتا مقابل و226 صوتا ضد (393-226). ودخل القانون حيز التنفيذ بعد ثلاثة أشهر من إصداره، في 1 أكتوبر 2017.
أقيم أول حفل زفاف رسميّ لزوجين مثليين في البلاد بتاريخ 1 أكتوبر عام 2017، لشريكين مرتبطين يدعيان كارل كريل وبودو مينده وهما يعيشان في العاصمة منذ 38 عاماً، ليصبحا بذلك أول زوجين مثليين يتبادلان تعهداتهما بموجب القانون الجديد في قاعة بلدية شونبيرغ ببرلين.

## التبني وتنظيم الأسرة
جرى تعديل قانون الشراكات المسجلة (الصادر سنة 2001) عام 2004، ودخلت التعديلات الجديدة حيز التنفيذ في الأول من يناير عام 2005، وقد منحت هذه التعديلات الشركاء المثليين حقوق تبني محدودة (تبني أحد الشريكين للطفل البيولوجي للشريك الآخر) مع إصلاحات إجراءات حل الشراكة المسجلة (الانفصال) والمرتبطة بتقسيم الممتلكات والنفقة. وحكمت المحكمة الدستورية العليا عام 2013 أنه في حال تبني أحد الشريكين لطفل فيحق للشريك الآخر أن تصبح الأم أو يصبح الأب للطفل المُتبنى وهو مايعرف باسم «التبني المتتالي».
منح قانون زواج المثليين الأزواج المثلية كامل حقوق التبني، وقد أُقر قانون الزواج في شهر يونيو من عام 2017. ووافقت محكمة في حي كروزبرغ بالعاصمة برلين على أول تطبيق للتبني المشترك لطفل من قبل زوجين مثليين.
لا توجد حقوق قانونية للاستعانة بإحدى تقنيات التلقيح بالمساعدة على غرار التلقيح الاصطناعي وأطفال الأنابيب للزوجات المثليات، ولكن بنفس الوقت لا يحظر القانون هكذا ممارسات بصورة صريحة. تعد الجمعية الطبية الألمانية من المعارضين للتشريع الصريح وتوجه أعضائها لعدم القيام بهذه الإجراءات. وتعمل بنوك الحيوانات المنوية والأطباء مع العميلات المثليات في حال رغبن في ذلك لعدم إلزامية هذا التوجيه قانوناً. وهو ما يجعل من الصعب بالنسبة للزوجات المثليات الألمانيات بأن ينجبن أطفالاً بالمقارنة مع غيرها من بلدان العالم الأول، ولكن بدأت تحظى هذه السبل بمزيدٍ من الشعبيةِ.
وبالإضافة إلى ذلك، لا يتم الاعتراف بالوالدتين المثليتين تلقائياً بشهادات ميلاد أطفالهما، حيث يتعين على إحدى الشريكتين تبني طفل/أطفال شريكتها الأخرى، سواء أكان بيولوجياً أم متبنياً. يجري النظر حالياً في مشروع قانون قدمه تحالف 90/ الخضر في يونيو 2018 لتصحيح عدم المساواة هذه في البوندستاغ. في أكتوبر 2018، حكمت محكمة العدل الفيدرالية (بالألمانية: Bundesgerichtshof) في كارلسروه أنه على عكس الأزواج المغايرين، لا تصبح زوجة الأم القانونية للطفل أحد الأبوين، وبالتالي فإن التبني ضروري في هذه الحالة. هذه الحالة المحددة تنطوي على زوجتين مثليتين من ولاية سكسونيا، حولتا شراكتهما المدنية في منتصف أكتوبر 2017 إلى زواج. في بداية نوفمبر، ولد طفلهما عن طريق التلقيح الاصطناعي. عند محاولة تسجيله، تم السماح للأم البيولوجية فقط بالتسجيل. وبعد ذلك، تقدمت الزوجتان بطلب غير ناجح إلى مكتب التسجيل لتصحيح سجل المواليد ليتم طلب إدراج الأم غير البيولوجية كأم للطفل. رفض المكتب هذا الطلب، وعندها رفعت المرأة الدعوى. حكمت محكمة محلية في شيمنيتز في البداية لصالح الزوجتين، لكن المحكمة الإقليمية العليا في دريسدن ألغت هذا القرار في أبريل 2018. وفي النهاية، وبعد استئناف آخر، حكمت محكمة العدل الفيدرالية ضدهما. وفي حكمها، أشارت المحكمة إلى الفقرة 1592 من القانون المدني (بالألمانية: Bürgerliches Gesetzbuch)، التي تنص على أن «والد الطفل هو الرجل الذي يتزوج من أم الطفل في وقت الولادة».
في مايو 2019، أوصت الوزيرة الاتحادية لشؤون الأسرة وكبار السن والنساء والشباب فرانسيسكا غيفاي بأن يستخدم المعلمون نماذج محايدة جنسانياً؛ التي لم تعد تستخدم «الأم والأب» ولكن بدلاً من ذلك «الولي 1 والولي 2».

## الهوية الجندرية والتعبير عنها
صدر «قانون تغيير الأسماء وتحديد الجندر في حالات خاصة» عام 1980 ليكفل حق تغيير الجنس القانوني للأشخاص المتحولين جنسياً بعد خضوعهم لجراحة إعادة تحديد الجنس والتعقيم. وحكمت المحكمة الدستورية الألمانية في شهر يناير 2011 بعدم دستورية هذين الشرطين.

## الحماية من التمييز

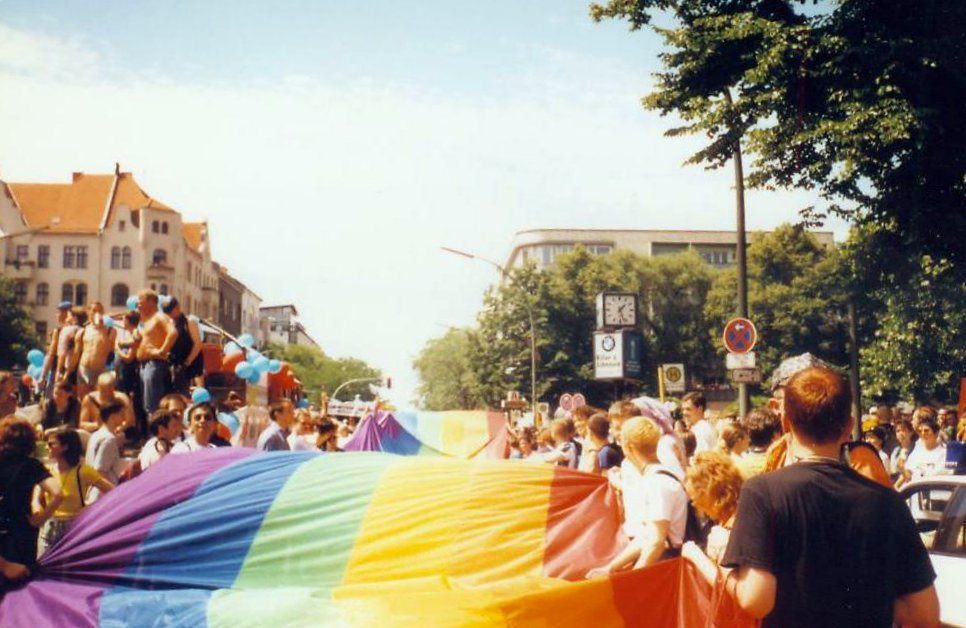
مسيرة فخر برلين للمثليين عام 1997

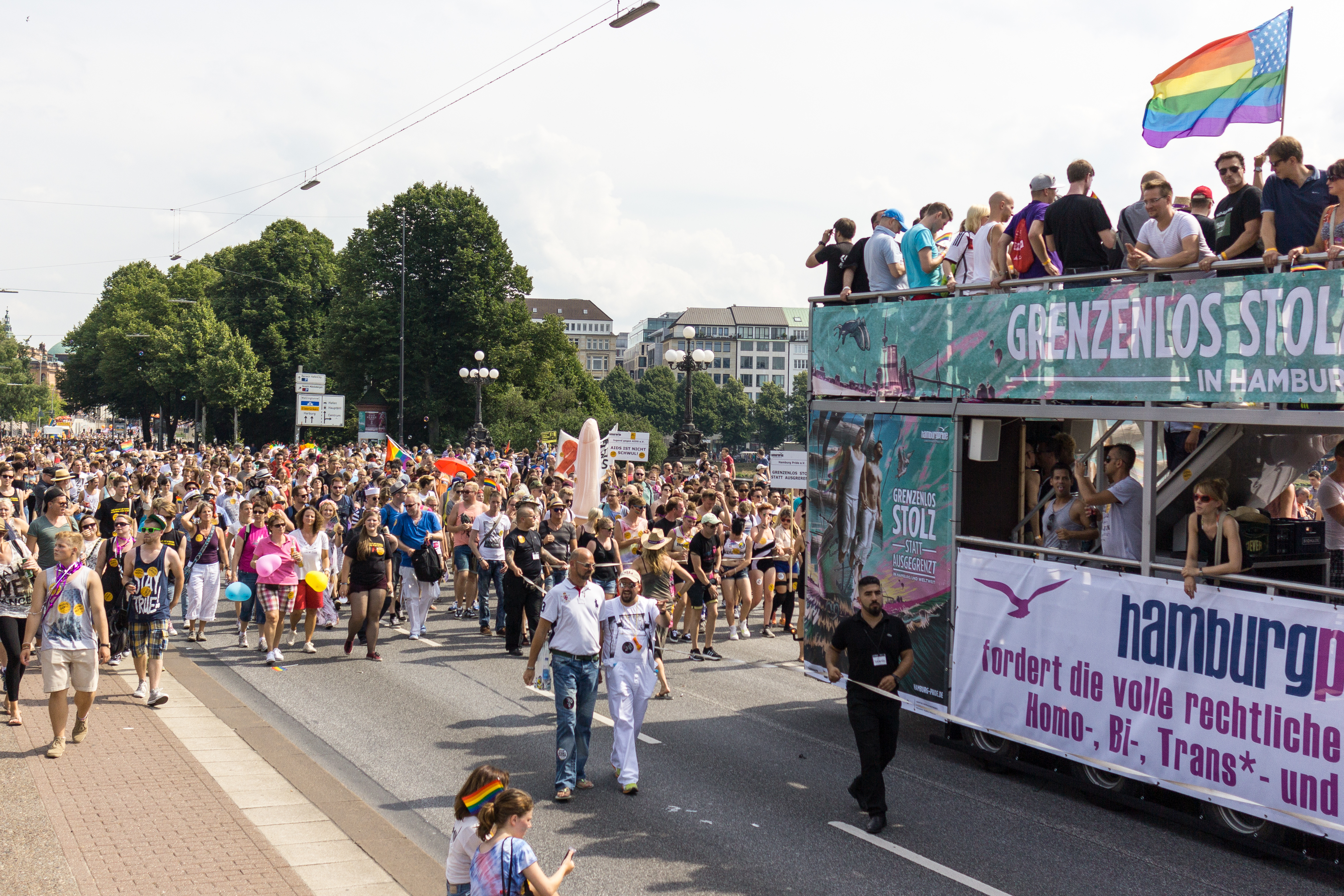
مسيرة فخر المثليين في هامبورغ عام 2014

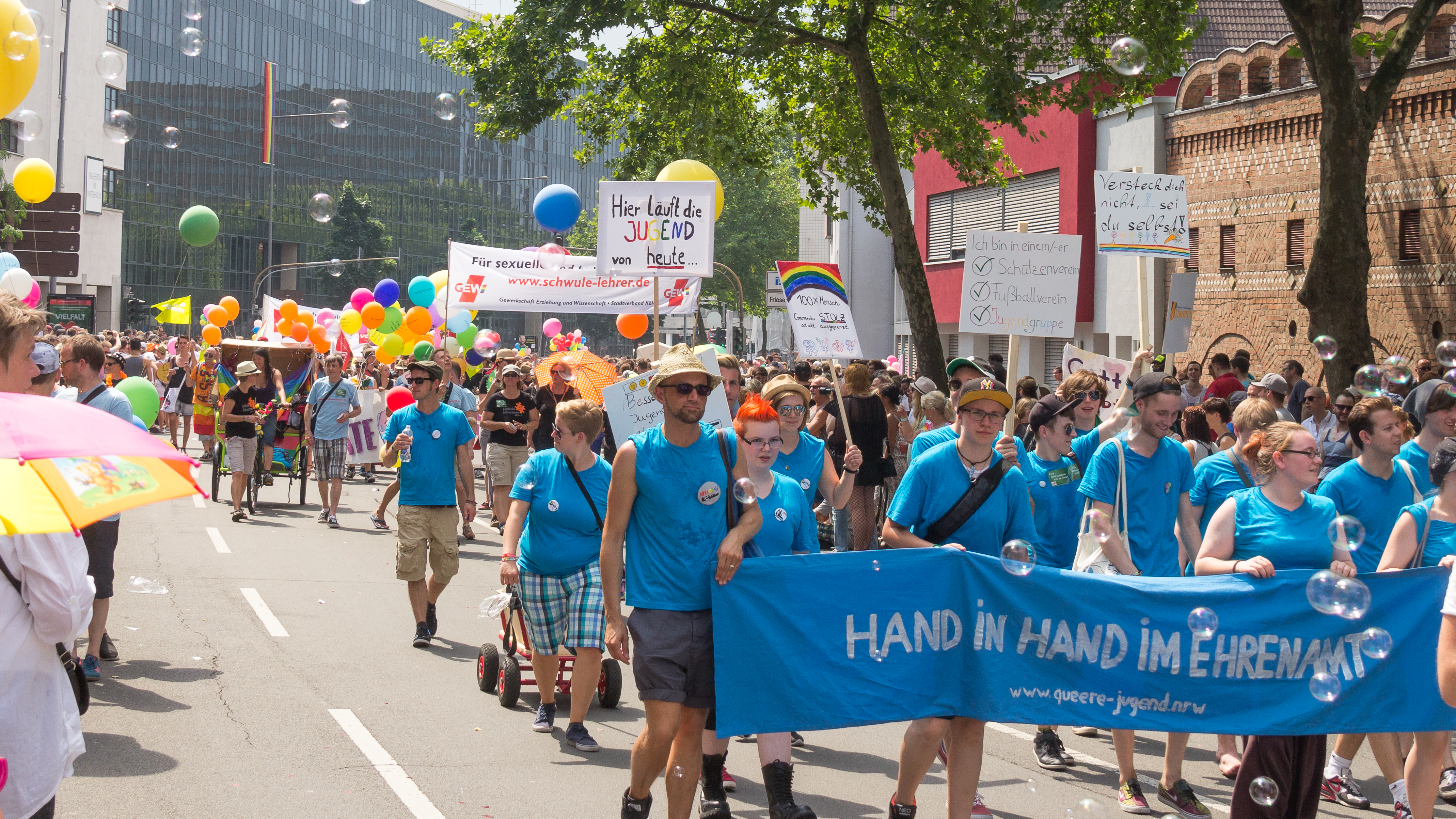
مسيرة فخر المثليين في كولونيا عام 2015

إن التمييز على أساس التوجه الجنسي أو الهوية الجندرية بحق الفرد في مجالات التوظيف والتعليم وتأمين خدمات الرعاية الصحية وتوفير السلع والخدمات محظور على المستوى الوطني في جميع أنحاء ألمانيا.
لدى بعض دساتير الولايات الألمانية قوانين مناهضة للتمييز على أسس مختلفة ومنها التوجه الجنسي والهوية الجندرية، ومن هذه الولايات: برلين (منذ عام 1995) وبراندنبورغ (منذ عام 1992) وبريمن (منذ عام 2001) وسارلاند (منذ عام 2011) وتورينغن (منذ عام 1993) وساكسونيا أنهالت في القطاع العام منذ 1997. تنص المادة 10 (2) من دستور برلين على ما يلي:
| معاملة المثليين في ألمانيا | لا يجوز تحيز أو تفضيل أي شخص بسبب الجنس أو الولادة أو العرق أو اللغة أو الأصل القومي أو الاجتماعي أو العقيدة أو الآراء الدينية أو السياسية أو التوجه الجنسي | معاملة المثليين في ألمانيا |

كان مطلوب من ألمانيا تعديل قوانينها الخاصة بمناهضة التمييز باعتبارها أحد الموقعين على معاهدة أمستردام لتصبح مشتملةً على التمييز الممارس بحق الأفراد على أساس التوجه الجنسي وغيرها من الأسس الأخرى. ولكن فشلت ألمانيا بالامتثال لمدة ستة سنوات بسبب النقاشات الدائرة إزاء النطاق الشامل للقوانين المقترحة حيال الأمر. وقد نُوقِشت بعض هذه المقترحات لتجاوزها لشروط معاهدة أمستردام؛ ما يعني توسيعها لنطاق حماية الفرد من التعرض للتمييز على جميع الأسس في مجال توفير السلع والخدمات. ولكن واجهت النسخة الأخيرة من القانون الانتقاد لعدم استيفائها لجميع بنود المعاهدة، ولا سيما ما خصته حول إلغاء عقود العمل من خلال المحاكم العمالية. وصوَّت البوندستاغ على «القانون العام للمعاملة المتساوية» (بالألمانية: Allgemeines Gleichbehandlungsgesetz) بتاريخ 29 يونيو عام 2006، وتبِعه تصويت البوندسرات على القانون دون مروره بمرحلة النقاش يوم 7 يوليو عام 2006. ودخل القانون حيز التنفيذ بتاريخ 18 أغسطس من نفس العام. يحظر القانون التمييز على أساس التوجه الجنسي والهوية الجندرية والخصائص الجنسية في كل من مجالات التوظيف والتعليم والخدمات الصحية وتوفير السلع والخدمات.
يعد ممارسة خطاب الكراهية بحق أي فرد على أساس التوجه الجنسي أو الهوية الجندرية الخاصة بهم فعلاً محظوراً ويعاقب عليه القانون في ألمانيا. كما يحظر القانون الألماني إثارة الكراهية على أساس انتماء الفرد لإحدى المجموعات الإثنية أو الاجتماعية.

### تعديل قانون الأساسي
في عام 1994، على الرغم من أن الأغلبية في اللجنة الدستورية المشتركة بين البوندستاغ والبوندسرات صوتت لصالح إدراج حظر على التمييز على أساس «الهوية الجنسية» في القانون الأساسي (بالألمانية: Grundgesetz)، لم يتم تحقيق أغلبية الثلثين المطلوبة.
في يونيو 2018، قدمت كل من ولايات برلين، براندنبورغ، بريمن، هامبورغ، راينلاند بالاتينات وتورينغيا مشروع قانون للبوندستاغ لتعديل المادة 3 من القانون الأساسي لإضافة خصائص «الهوية الجنسية والجندرية». في يوليو، فشل مشروع الاقتراح بعد أن طلبت ولاية برلين رفضه، حيث أصبح من الواضح أنه لن يتم تحقيق أغلبية الثلثين.
في مايو 2019، اقترح كل من تحالف 90/الخضر، والحزب الديمقراطي الحر وحزب اليسار مبادرة تشريعية مشتركة لتعديل المادة 3 من القانون الأساسي لحظر التمييز على أساس «الهوية الجنسية» (بالألمانية: sexueller Identität).

## الخدمة العسكرية
لا يوجد حظر على خدمة المثليات والمثليين ومزدوجي التوجه الجنسي والمتحولين جنسياً في القوات المسلحة. ولكن عمل الجيش الألماني في الماضي على انتهاج سياسة منعت الأقليات الجنسية من الوصول إلى مناصب معينة في البنية الهرمية للجيش، وأدت هذه السياسة إلى الحيول دون تقلد المثليين لمناصب عليا في الجيش كمناصب الضباط وما إلى ذلك حتى عام 2000. قام الملازم أول فينفريد ستيشر وهو ضابط بالجيش خُفِضت رتبته بحجة مثليته برفع دعوى قضائية على وزير الدفاع السابق رودولف شاربينغ. وتوعد شاربينغ بمجابهة هذا الإدعاء في المحكمة، حيث أدعى أن المثلية الجنسية «تثير شكوكاً جدية حيال الجدارة وتمنع العمل في جميع المهام المرتبطة بالقيادة». ومع ذلك فقد ألغت وزارة الدفاع هذه السياسة قبيل وصول قضية ستيشر إلى المحاكمة. ورفضت الحكومة الألمانية حينها إصدار تصريح رسمي إزاء أسباب ودوافع إلغاء هذه السياسة، ولكن يميل الاعتقاد نحو ترجيح احتمال قيام كل من المستشار الألماني غيرهارد شرودر ونائبه يوشكا فيشر بنقض السياسة ومعاكسة وزير موقف الدفاع.
أما في الوقت الحاضر فتنص الأوامر العسكرية العامة التي صدرت عام 2000 على اعتبار التسامح نحو جميع التوجهات الجنسية جزءاً لا يتجزء من الواجب العسكري في القوات المسلحة الألمانية. ولا تمت العلاقات والأفعال الجنسية بين الجنود خارج ساعات الخدمة بغض النظر عن توجهاتهم الجنسية بصلة عن واجبهم العسكري، وذلك بغض النظر عن رتبة ووظيفة الجندي أو الجندية، لكن التحرش أو إساءة استخدام المهام وممارسة الأنشطة الجنسية في وقت الخدمة مخالفاً للقانون والضوابط. ويحق للمتحولين جنسياً أداء الخدمة العسكرية بشكل علني قي القوات المسلحة الألمانية.

## حقوق ثنائيي الجنس
منذ عام 2013، سمح القانون الألماني للأطفال المولودين بتشريح جنسي غير نموذجي أو محدد بترك جنسهم فارغًا بدلاً من تصنيفهم كذكر (بالألمانية: männlich) أو أنثى (بالألمانية: weiblich). انتقدت المجموعة السويسرية المدافعة عن حقوق ثنائيي الجنس «تسفيشنغيشلخت» (بالألمانية: Zwischengeschlecht) هذا القانون، بحجة أنه «إذا لم يكن تشريح الطفل، في رأي الأطباء، مطابقًا لفئة الذكور أو فئة الإناث، فلا يوجد خيار سوى حجب تسميات الذكر أو الأنثى لجميع الأطفال الآخرين». كما انتقد مجلس الأخلاقيات الألماني واللجنة الاستشارية الوطنية السويسرية القانون، قائلين إنه «بدلاً من تقرير الأفراد بأنفسهم عند بلوغهم، فإن القرارات المتعلقة بتخصيص الجنس تتم في المهد من قبل الأطباء وأولياء الأمور».
في نوفمبر 2017، حكمت المحكمة الدستورية الألمانية (بالألمانية: Bundesverfassungsgericht) بأن قانون الأحوال المدنية يجب أن يسمح بخيار جنس ثالث. وهذا يعني أن الأشخاص ثنائيي الجنس سيكون لديهم خيار آخر إلى جانب إدراجهم كإناث أو ذكور أو التمكن من ترك العلامة فارغة. قدمت الحكومة اقتراحها بشأن هذه المسألة في أغسطس 2018. سيتمكن الأفراد من الجنسين من تسجيل أنفسهم كـ «مختلفين» في الوثائق الرسمية. تمت الموافقة على الاقتراح من قبل البوندستاغ في ديسمبر 2018، ودخل حيز التنفيذ في 1 يناير 2019.

## علاج التحويل
يؤثر علاج التحويل تأثيراً سلبياً على حياة المثليين، ويمكن أن يؤدي إلى تدني احترام الذات والاكتئاب والتفكير في الانتحار. وتعارض كل منظمة طبية في ألمانيا هذه الممارسة.
في عام 2008، أعلنت الحكومة الألمانية نفسها معارضة تامة للممارسة العلمية الزائفة. تم إطلاق التماس لطلب حظره من قبل وزارة الصحة في يوليو 2018، وقد جمع حوالي 60,000 توقيع بحلول منتصف أغسطس 2018.
في فبراير/شباط 2019، صرح وزير الصحة الألماني المثلي علنا ينس شبان بأنه يريد أن يتم جعل علاج التحويل غير قانوني، واصفاً إياه بأنه «شكل من أشكال الاعتداء». وقال شبان إنه يأمل في العمل مع وزيرة العدل كاتارينا بارلي من أجل قانون يحظر علاج التحويل، والذي يأمل أن تتم الموافقة عليه بحلول خريف عام 2019. في أبريل 2019، بعد تقديم التماس عبر الإنترنت حول القضية من قبل منظمة المثليين الدولية أول آوت (بالإنجليزية: All Out) جمع حوالي 110,000 توقيع، دعا شبان إلى لجنة لصياغة مقترحات حول كيفية إمكانية تطبيق هذا الحظر. ستقدم اللجنة بعد ذلك تقريرها النهائي في الخريف. اجتمعت اللجنة في مايو ويونيو في ورشتي عمل ليومين كامل. وبالمثل، دعت وزارة الصحة السياسيين والعلماء والمتضررين، وكذلك المؤسسات من الخارج، الذين اكتسبوا بالفعل خبرة في الحظر القانوني، للمشاركة في التبادل. في يونيو، قدم شبان في مؤتمر صحفي نتائج تقريرين علميين ينتقدان ويشجبان علاج التحويل، ويدعوان إلى حظر قانوني. بالتوازي مع اقتراح سبان، هناك أيضًا مبادرة من عدة ولايات فيدرالية لفرض حظر على علاج التحويل. تقدمت كل من ولايات هيس، برلين، بريمن، سارلاند وشليسفيغ هولشتاين بطلب مشترك لاستصدار قرار في البوندسرات، قدم في جلسة عامة يوم 12 أبريل 2019. ووافقت ولايات ساكسونيا، ساكسونيا أنهالت وتورنغن وافقت على الاقتراح، في حين أعربت بافاريا عن دعمها المحتمل، ولكن مع بعض التعديلات، بعد اعتماد قرار من الخضر بالأغلبية في «لاندتاغ بافاريا». كان من المقرر التصويت على الاقتراح في جلسة عامة في البوندسرات في شهر مايو، ولكن تم تأجيله لاحقًا.
إلى جانب الإجراءات التشريعية في البوندسرات، في مارس 2019، قدمت الكتلة البرلمانية لتحالف 90/الخضر في البوندستاغ مشروع قانون لحظر علاجات التحويل للقاصرين وقرارا فيه د العديد من التدابير لتثقيف ودعم ضحايا هذه الممارسات الزائفة.

## التبرع بالدم
تم السماح بالتبرع بالنخاع العظمي منذ ديسمبر 2014.
في يونيو/حزيران 2016، أعلن وزراء الصحة الألمان أن الحظر المفروض على المثليين وثنائيي التوجه الجنسي الذين يتبرعون بالدم سيتم رفعه، ليحل مكانه فترة إرجاء مدتها عام واحد. وقد رعت مونيكا باخمان، وزيرة الصحة في ولاية سارلاند، اقتراح رفع الحظر.
منذ صيف عام 2017، سمح للرجال المثليين وثنائيي التوجه الجنسي بالتبرع بالدم، بشرط ألا يمارسوا الجنس لمدة اثني عشر شهرًا.

## السياسيون المثليون والمثليات جنسيا علنا
هناك العديد من السياسيين الألمان البارزين الذين هم مثليون أو مثليات الجنس علنا. ومن بينهم رئيس بلدية برلين السابق كلاوس فوفيرايت (بعد أن أعلن بنفسه عن ذلك بالكلمات الشهيرة (بالألمانية: "Ich bin schwul - und das ist auch gut!") (بالعربية: «أنا مثلي الجنس - وهذا أيضا أمر جيد!») ويوهانس كهرز (عن الحزب الديمقراطي الاجتماعي الألماني)؛ فولكر بيك، كاي غيهرنغ، أولي شاوس، غيرهارد شيك، آنيا هايدوك، (عن حزب الخضر الألماني) هارالد بيتزولد (عن الحزب اليساري الألماني) ينس شبان، ستيفان كوفمان (عن الاتحاد الديمقراطي المسيحي)؛ بيرند فابريتيوس (عن الاتحاد الاجتماعي المسيحي)؛ ماكيل كاوخ وغيدو فيسترفيله، وزير الخارجية الفيدرالي السابق ورئيس الحزب الديمقراطي الحر الليبرالي سابقا. بالإضافة إلى ذلك، لم ينكر عمدة هامبورغ السابق أولي فون بويست (الاتحاد الديمقراطي المسيحي) أي شيء عندما قام والده بالكشف عن ميول ابنه المثلية، لكنه اعتبره مسألة خاصة. بعد أن ترك منصبه بدأ يتحدث عن مثليته الجنسية. في يوليو/تموز 2007، أعلنت كارين وولف، وزيرة التعليم في ولاية هسن في ذلك الوقت، عون كونها مثلية الجنس. في ديسمبر 2013، أعلنت باربرا هيندريكس (عن الحزب الديمقراطي الاجتماعي الألماني)، الوزيرة الاتحادية للبيئة في حكومة ميركيل الثالثة، عن كونها مثلية الجنس. في عام 2012، أصبح مايكل إبلينغ عن الحزب الديمقراطي الاجتماعي الألماني رئيس بلدية ماينتز. في عامي 2013 و 2015، أصبح سفين غيريش (عن الحزب الديمقراطي الاجتماعي الألماني) وتوماس كوفن (عن الاتحاد الديمقراطي المسيحي) رؤساء بلديات مثليي الجنس علنا في فيسبادن وإسن، على التوالي.

## مواقف الأحزاب السياسية
يعارض حزب اليمين المتطرف البديل من أجل ألمانيا (AfD) حقوق المثليين الكاملة ويعارض زواج المثليين، ولكنه يؤيد شراكات الحياة المسجلة.
تؤيد الأحزاب المسيحية المحافظة وهي الاتحاد الديمقراطي المسيحي (CDU) والاتحاد الاجتماعي المسيحي (CSU) (حزبا الاتحاد) الحقوق الإنسانية الأساسية مثل شراكات الحياة المسجلة. أما بالنسبة لجميع الأحزاب السياسية الكبرى الأخرى من الحزب الديمقراطي الاجتماعي (SPD) وحزب اليسار (Die Linke) والحزب الديمقراطي الحر (FDP) وصولاً إلى تحالف 90/الخضر (Bündnis 90/Die Grünen) فجميعها تدعم منح كامل حقوق المثليات والمثليين ومزدوجي التوجه الجنسي والمتحولين جنسياً ومن ضمنها زواج المثليين.

## السكان
كشفت دراسة أجريت في مايو 2019 أن 6.9% من سكان ألمانيا عرفوا أنفسهم على أنهم من المثليين والمثليات ومزدوجي التوجه الجنسي والمتحولين جنسيا وثنائيي الجنس. أظهرت الدراسة أيضًا أن 10.6% من سكان مدينة كولونيا الذين تتراوح أعمارهم بين 18 و 75 عامًا عرفوا أنفسهم على أنهم من المثليين والمثليات ومزدوجي التوجه الجنسي والمتحولين جنسيا والكويريين، وهو هما يمثل أكثر من 87,000 شخص في المدينة.

## الرأي العام
أظهر استطلاع للرأي أجراه مركز بيو للأبحاث عام 2013 أن نسبة 87% من الشعب الألماني ترى أنه ينبغي على المجتمع تقبل المثلية الجنسية، وهو ما يجعل ألمانيا ثاني أعلى بلدان العالم بعد إسبانيا (88%) تقبلاً للمثلية من الدول التي شملها هذا الاستطلاع.
لكن عبرت نسبة 46% من أصل 20,000 شخص من المثليين والمثليات ومزدوجي التوجه الجنسي والمتحولين جنسياً الألمان عن تعرضهم للتمييز بسبب توجههم الجنسي خلال السنة التي سبقت عام 2013 ضمن استطلاع أجرته وكالة الحقوق الأساسية للاتحاد الأوروبي، والجدير بالذكر أن متوسط تعرض الأقليات الجنسية للتمييز على مستوى الاتحاد بلغ حينها نسبة 47%. وقال ثلثا الأفراد الذين شملهم الاستطلاع أنهم قاموا بإخفاء توجههم الجنسي في المدرسة والحياة العامة، وعبَّر خُمسهم عن شعورهم بالتعرض للتمييز في مكان العمل.
نشرت بلانيت روميو وهي شبكة تواصل اجتماعية خاصة بالمثليين في شهر مايو 2015 أول مؤشرات السعادة للمثليين الخاصة بها، حيث تم سؤال رجال مثليين من أكثر من 120 بلداً حول شعورهم إزاء نظرة المجتمع من حولهم للمثلية الجنسية وكيف يواجهون الطريقة التي يعاملهم بها الأشخاص الآخرين ومدى رضاهم بحياتهم. وأظهرت النتائج احتلال النرويج المرتبة الرابعة عشر عالمياً بعد آيسلندا مع نتيجة بلغت 68 على مؤشر السعادة.
أظهر استطلاع يعود لعام 2017 أن نسبة 83% من الشعب الألماني تدعم زواج المثليين، بينما عارضه نسبة 16% من الألمان. وعلى وجه المقارنة، فقد وجد استطلاع سابق يعود لعام 2015 صدر عن يوروباروميتر أن نسبة 66% من الألمان ترى وجوب سماح زواج المثليين في جميع أرجاء أوروبا، بينما عارض ذلك نسبة 29% حينها.

## ملخص
| قانونية النشاط الجنسي المثلي                                                                    | (منذ عام 1969 على مستوى وطني) |
| المساواة في السن القانونية للنشاط الجنسي                                                        | (منذ عام 1994) |
| قوانين مكافحة التمييز في التوظيف                                                                | (منذ عام 2006) |
| قوانين مكافحة التمييز في توفير السلع والخدمات                                                   | (منذ عام 2006) |
| قوانين مكافحة التمييز في جميع المجالات الأخرى (بما في ذلك التمييز غير المباشر، خطاب الكراهية)   | (انظر الحماية من التمييز) |
| قوانين مكافحة أشكال التمييز المعنية بالهوية الجندرية                                            | (على مستوى وطني منذ عام 2006)* |
| زواج المثليين                                                                                   | (منذ عام 2017) |
| الاعتراف القانوني بالعلاقات المثلية                                                             | (منذ عام 2001) |
| السماح بالتبني للشخص العازب بغض النظر عن التوجه الجنسي                                          | Yes |
| تبني أحد الشريكين للطفل البيولوجي للشريك الآخر                                                  | (منذ عام 2005) |
| تبني أحد الشريكين للطفل البيولوجي الذي تم تبنيه من قبل الشريك الآخر                             | (منذ عام 2013) |
| التبني المشترك للأطفال من قبل الأزواج المثلية                                                   | (منذ عام 2017) |
| السماح للمثليين والمثليات ومزدوجي التوجه الجنسي والمتحولين جنسيا بالخدمة علناً في القوات المسلحة | (منذ عام 2000) |
| الحق في تغيير الجنس القانوني                                                                    | (منذ عام 1980، دون اللجوء إلى جراحة أو تعقيم منذ 2011) |
| الاعتراف بالجنس الثالث                                                                          | (منذ 2013) |
| إزالة تصنيف المثلية الجنسية كمرض                                                                | Yes |
| علاج التحويل محظور على القاصرين                                                                 | No |
| الحصول على أطفال أنابيب للمثليات                                                                | (غير ملزم قانونياً لكن الأطباء وبنوك الحيوانات المنوية تعمل مع الزوجات المثليات) |
| الأمومة التلقائية للطفل بعد الولادة                                                             | (قيد الانتظار) |
| تأجير الأرحام التجاري للأزواج المثليين من الذكور                                                | (كلا نوعي تأجير الأرحام سواء التجاري أو غير التجاري محظور على جميع الأزواج بغض النظر عن التوجه الجنسي، إلَّا أن السوابق القضائية تسمح بقرار قضائي أجنبي ينشئ الأبوة القانونية للأب البيولوجي وشريك حياته ليتم الاعتراف بهما في ظروف معينة في حالة تأجير الأرحام في الخارج) |
| السماح للرجال الذين مارسوا الجنس الشرجي بالتبرع بالدم                                           | / (منذ 2017: فترة تأجيلية بعد سنة واحدة من عدم ممارسة الجنس) |

(*) لدى بعض الولايات قوانين مناهضة تمييز خاصة بها تتضمن التمييز على أساس كل من التوجه الجنسي والهوية الجندرية.

## وصلات خارجية
- بوابة gay-web الألمانية لهيئات ومبادرات مجتمع المثليين (بالألمانية)

- رابطة المثليين والمثليات في ألمانيا (بالألمانية)

- بوابة حول أدبيات وتاريخ المثليين (بالألمانية)